# Tage der Neuen Musik Bamberg
Die Tage der Neuen Musik Bamberg sind ein Musikfestival, das alle zwei Jahre im Mai/Juni in Bamberg stattfindet. Träger des Festivals ist der Verein Neue Musik in Bamberg e. V. Das Festival wurde 1987 gegründet und stand bis 2009 unter der Leitung des Komponisten Horst Lohse. Seit 2011 ist Markus Elsner Künstlerischer Leiter.
Das Festival präsentiert aktuelle Entwicklungen der zeitgenössischen klassischen Musik. Gäste waren bedeutende Komponisten der Gegenwart wie Witold Lutosławski, Manfred Trojahn, Udo Zimmermann und Wilfried Hiller. Unter Leitung von Markus Elsner wurde ein Kinder- und Jugendprogramm ins Leben gerufen, außerdem steht ein "Residence"-Programm im Mittelpunkt des Konzepts, bei dem ausgewählte Künstler während des ganzen Festivals in Bamberg bleiben. 2011 war dies der ukrainische Pianist Oleh Rudnytsky (Lwiw), 2013 der chinesisch-amerikanische Komponist Huang Ruo (New York City), 2015 das Sonar Quartett (Berlin) und der Komponist Minas Borboudakis (München). Das Festival wird vom Kulturamt der Stadt Bamberg und vom Land Bayern (Bayerisches Staatsministerium für Bildung und Kultus, Wissenschaft und Kunst) gefördert. 